# Erythranthe linearifolia
Erythranthe linearifolia är en gyckelblomsväxtart som först beskrevs av Adele Lewis Grant, och fick sitt nu gällande namn av Guy L. Nesom och N.S.Fraga. Erythranthe linearifolia ingår i släktet Erythranthe och familjen gyckelblomsväxter. Inga underarter finns listade i Catalogue of Life.